# Paracanthon rosinae
Paracanthon rosinae är en skalbaggsart som beskrevs av Vladimir Balthasar 1942. Paracanthon rosinae ingår i släktet Paracanthon och familjen bladhorningar. Inga underarter finns listade i Catalogue of Life. Arter i denna släkte finns det mest av i Brasilien.